# Stade Marseillais Université Club (volley-ball)
Le Stade Marseillais Université Club est un club omnisports français possédant une section volley-ball depuis 1953. L'équipe première évolue pour la saison 2010-2011 en Championnat de France de Nationale 3. Le club a évolué parmi l'élite à la fin des années 1960 et lors du Championnat de France de volley-ball 1982-1983.